# 2. lékařská fakulta Univerzity Karlovy
2. lékařská fakulta Univerzity Karlovy je jednou ze tří pražských fakult, které se hlásí k tradici původní lékařské fakulty univerzity založené v roce 1348. Rozhodnutím Ministerstva vysokých škol ČSR došlo v roce 1953 k rozdělení lékařské fakulty na tři samostatně vystupující fakulty, včetně Fakulty dětského lékařství se sídlem v Motole. Transformace jejího charakteru následovala po sametové revoluci v roce 1990, kdy se uskutečnila změna názvu na 2. lékařskou fakultu UK.
Fakulta zabezpečuje kompletní vzdělání ve všech oborech medicíny, navíc umožňuje získat i hlubší znalosti ve speciálních oborech dětského lékařství. Při výuce se klade důraz na vývojové aspekty lidského života ve zdraví a nemoci od prenatálního období až po vysoké stáří. Propojení fakulty s Fakultní nemocnicí v Motole, největší fakultní nemocnicí České republiky, usnadňuje komplexní moderní výuku medicíny.
V akademickém roce 2019/2020 na fakultě studovalo ve všech ročnících dohromady 1 370 studentů Všeobecného lékařství. V bakalářských oborech 101 sester, 88 fyzioterapeutů a v navazujícím magisterském programu 56 fyzioterapeutů. V univerzitě třetího věku měla fakulta 165 posluchačů.

## Studijní obory
Bakalářské studium
- Fyzioterapie (3)
- Všeobecné ošetřovatelství (3)
- Pediatrické ošetřovatelství (3)
- Radiologická asistence (3)

Navazující magisterské studium
- Aplikovaná fyzioterapie (2)

Magisterské studium
- Všeobecné lékařství (6)

Doktorské studium
- Anatomie, histologie a embryologie
- Biochemie a patobiochemie
- Biologie a patologie buňky
- Biomedicínská informatika
- Experimentální chirurgie
- Experimentální a klinická onkologie
- Farmakologie a toxikologie
- Fyziologie a patofyziologie člověka
- Imunologie
- Kardiovaskulární vědy
- Kineziologie a rehabilitace
- Lékařská biofyzika
- Mikrobiologie
- Molekulární a buněčná biologie, genetika a virologie
- Neurovědy
- Preventivní medicína a epidemiologie
- Zobrazovací metody v lékařství

## Vedení fakulty
Kolegium děkana od roku 2022.

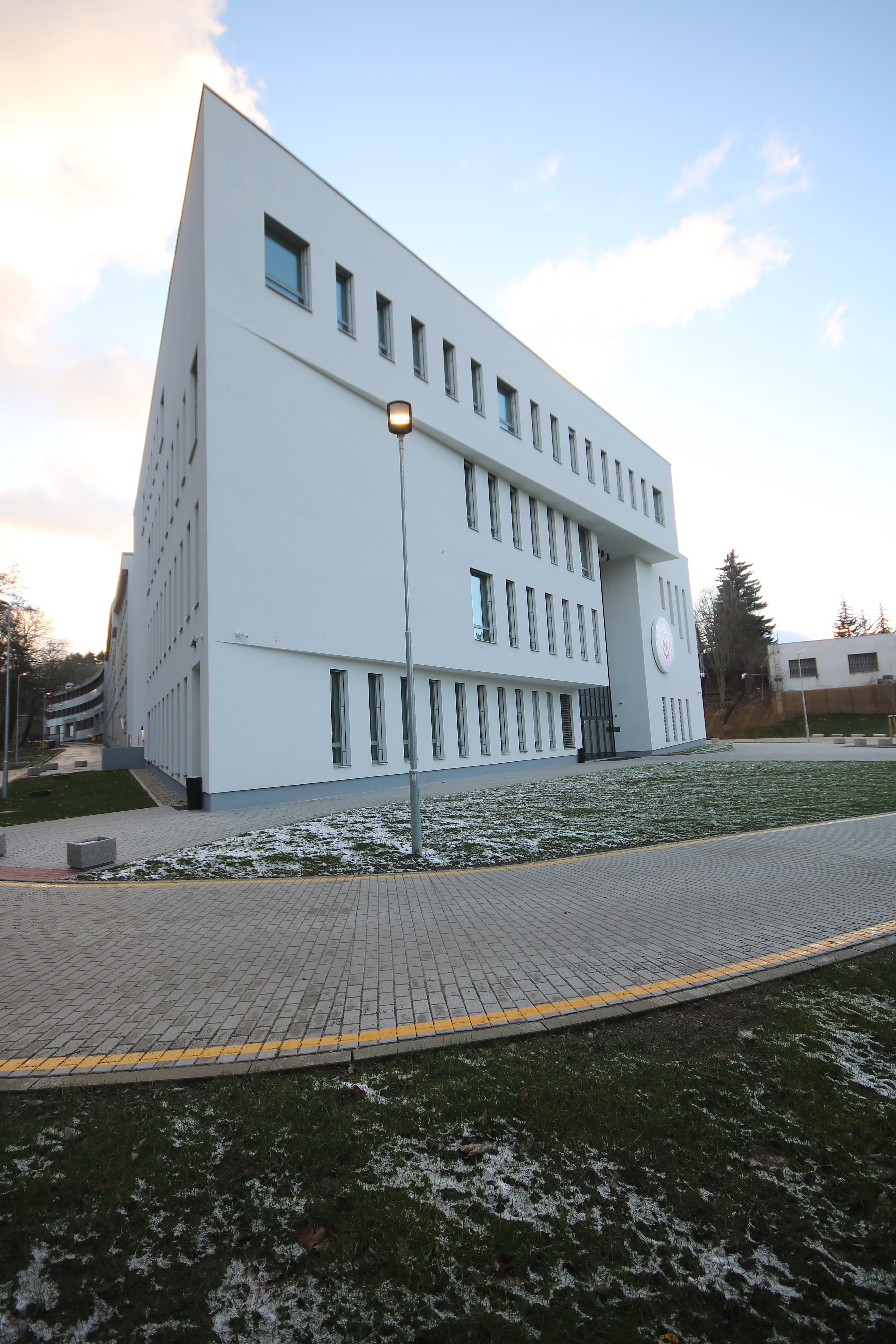
Budova fakulty v Praze-Motole, Plzeňské ulici

- prof. MUDr. Marek Babjuk, CSc. – děkan, přednosta Urologické kliniky 2. LF UK a FN Motol
  - prof. MUDr. Josef Zámečník, Ph.D. – proděkan pro studium, přednosta Ústavu patologie a molekulární medicíny 2. LF UK a FN Motol
  - doc. MUDr. Štěpánka Průhová, Ph.D. – proděkanka pro studium klinických předmětů a pro zahraniční záležitosti, docentka Pediatrické kliniky 2. LF UK a FN Motol
  - prof. MUDr. Tomáš Kalina, Ph.D. – proděkan pro vědu a výzkum, profesor Kliniky dětské hematologie a onkologie 2. LF UK a FN Motol
  - prof. PaedDr. Pavel Kolář, Ph.D. – proděkan pro rozvoj, přednosta Kliniky rehabilitace a tělovýchovného lékařství 2. LF UK a FN Motol
  - prof. MUDr. Vojtěch Havlas, Ph.D. – proděkan pro specializační vzdělávání, přednosta Kliniky dětské a dospělé ortopedie a traumatologie 2. LF UK a FN Motol
  - prof. MUDr. David Kachlík, Ph.D. – proděkan pro přijímací řízení a pro studium v anglickém jazyce, přednosta Ústavu anatomie 2. LF UK
  - prof. MUDr. Petr Marusič, Ph.D. – proděkan pro personální záležitosti, přednosta Neurologické kliniky 2. LF UK a FN Motol
  - doc. MUDr. Alena Kobesová, Ph.D. – proděkanka pro studium fyzioterapie, docentka Kliniky rehabilitace a tělovýchovného lékařství 2. LF UK a FN Motol
  - prof. MUDr. Radan Keil, Ph.D. – proděkan pro vnější vztahy, přednosta Interní kliniky 2. LF UK a FN Motol
  - PhDr. RNDr. Daniel Jirkovský, Ph.D., MBA – proděkan pro studium ošetřovatelství a pro akreditace, přednosta Ústavu ošetřovatelství 2. LF UK a FN Motol
    - Mgr. Jana Šmejcká – tajemnice
    - Mgr. Petra Fabingerová – koordinátorka pro studium v anglickém jazyce, asistentka Ústavu jazyků 2. LF UK
    - MUDr. Martin Holcát, MBA. – náměstek pro léčebně preventivní péči Fakultní nemocnice v Motole
    - MUDr. Milan Trojánek, Ph.D. – předseda Akademického senátu 2. LF UK, přednosta Kliniky infekčních nemocí a cestovní medicíny 2. LF UK a FN Motol
    - MUDr. Viktor Veselý – místopředseda Akademického senátu 2. LF UK, doktorand Kliniky rehabilitace a tělovýchovného lékařství 2. LF UK a FN Motol

## Významné osobnosti fakulty
- prof. MUDr. Martin Bojar, CSc. – neurologie
- prof. MUDr. Rastislav Druga, DrSc. – anatomie
- prof. RNDr. Václav Hampl, DrSc. – fyziologie
- prof. MUDr. David Kachlík, Ph.D. – anatomie
- doc. MUDr. Zdeněk Kabelka, Ph.D. – otorinolaryngologie
- prof. PaedDr. Pavel Kolář, Ph.D. – fyzioterapie
- prof. MUDr. Josef Koutecký, DrSc. – dětská onkologie
- prof. MUDr. Vladimír Komárek, CSc. – dětská neurologie[4]
- MUDr. Petr Příhoda – lékařská etika
- prof. MUDr. Lukáš Rob, CSc. – onkogynekologie
- prof. MUDr. Josef Veselka, CSc. – kardiologie
- prof. MUDr. Josef Zámečník, Ph.D. – patologie

### Související stránky
- Seznam děkanů 2. lékařské fakulty Univerzity Karlovy